# Turbina cordata
Turbina cordata är en vindeväxtart som först beskrevs av Jacques Denys Denis Choisy, och fick sitt nu gällande namn av D.F. Austin och G.W. Staples. Turbina cordata ingår i släktet Turbina och familjen vindeväxter. Inga underarter finns listade i Catalogue of Life.